# IllScarlett
IllScarlett (pisane też illScarlett) – Kanadyjski zespół grający muzykę rockową i reggae, założony w 2001 roku.

## Członkowie
Aktualni
- Will Marr – gitara prowadząca
- Alex Norman – wokal, gitara rytmiczna
- Swavek Piorkowski – perkusja
- Justin Zoltek – gitara basowa

Byli
- Daniel Krolikowski – gitara basowa
- Pat Kennedy – DJ
- John Doherty – gitara basowa

## Dyskografia

### Albumy studyjne
- 2004: iLLP
- 2006: Clearly in Another Fine Mess
- 2007: All Day With It (złota płyta w Kanadzie)
- 2009: 1UP!

### EPki
- 2006: EPdemic
- 2012: 2012 EP